# معركة بيترا
كانت معركة بيترا آخر معارك حرب الاستقلال اليونانية.

## الخلفية
بحلول صيف عام 1829، تم تحرير بيلوبونيز وأجزاء من وسط اليونان والعديد من الجزر من قبل القوات الثورية اليونانية. كانت معاهدة سلام بين الباب العالي والثوريين وشيكة التوقيع، ولكن أصبح من الواضح أن الدولة اليونانية التي سيتم إنشاؤها قريبًا ستقتصر على أي أراض تم تحريرها خلال الحرب. في أغسطس، انطلق أصلان باي وعثمان آغا من أثينا بعد أن تركا وراءهما حامية صغيرة قوامها 7 آلاف ألباني عثماني لمحاربة الروس في تراقيا.

## المعركة
انتظر الجيش اليوناني تحت قيادة ديميتريوس يبسيلانتيس، الذي تدرب لأول مرة على القتال كجيش أوروبي نظامي بدلًا من فرق العصابات، قوات أصلان باي في بيترا، وهي بلدة في ممر ضيق في بيوتيا بين ليفاذيا وثيفا من أجل الاعتراض على مرورهم. وفي 12 سبتمبر 1829، اشتبك الجيشان في معركة. لقد دَفع اليونانيون وهم مسلحين بالسيوف، عقب وابل من إطلاق النار، الجيش العثماني إلى تراجع غير منظم. كما تراجع بقية الجيش العثماني المعرض لخطر الحصار. لم يتمكن الجيش العثماني من التقدم ونتيجة لذلك استسلم في 25 سبتمبر 1829. بالنسبة للجانبين كانت الخسائر خفيفةً نسبيًا. قُتل من اليونانيين 3 وأصيب 12، بينما كان عدد قتلى العثمانيين حوالي 100 قتيل.

## العواقب

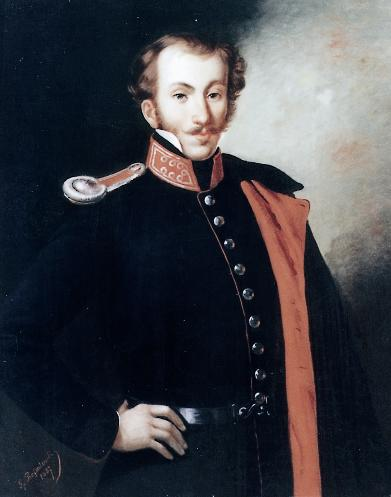
لوحة الأمير ديميتريوس يبسيلانتيس بواسطة سبيريدون بروسالينتس.

من أجل اتباع أوامره بالسير إلى تراقيا، وقع عثمان آغا هدنة في اليوم التالي مع اليونانيين. وفقًا للهدنة، سوف يُسلِّم العثمانيين جميع الأراضي من ليفاذيا إلى نهر سبيرشيوس مقابل ممر آمن من وسط اليونان. كانت هذه المعركة مهمة لأنها كانت المرة الأولى التي انتصر فيها اليونانيين كجيش نظامي. كما كانت المرة الأولى التي تفاوضت فيها الدولة العثمانية واليونان في ميدان المعركة. كانت معركة بيترا هي الأخيرة في حرب الاستقلال اليونانية. أنهى ديميتريوس يبسيلانتيس الحرب التي بدأها أخوه ألكسندروس يبسيلانتيس عندما عبر نهر بروث قبل ثماني سنوات ونصف. كما يشدد جورج فينلي: